# أولاد السرغينة (أولاد امسبل)
أولاد السرغينة هو دُوَّار يقع بجماعة أولاد امسبل، إقليم قلعة السراغنة، جهة مراكش آسفي في المملكة المغربية. ينتمي الدوّار لمشيخة أولاد امسبل التي تضم 7 دواوير. يقدر عدد سكانه بـ 751 نسمة حسب الإحصاء الرسمي للسكان والسكنى لسنة 2004.

## روابط خارجية
- البوابة الوطنية للجماعات الترابية
- المندوبية السامية للتخطيط